# Масленникова, Станислава Юрьевна
Станислава Ю́рьевна Ма́сленникова (род. 20 сентября 1969 года, Москва) — российская оперная певица (сопрано) и педагог. Основатель школы вокала и студии звукозаписи. Лауреат международных и всероссийских вокальных конкурсов.

## Биография
Станисла́ва Масленникова — российская оперная певица и педагог, выпускница МГК им. П. Чайковского. Сопрано.
Родилась в Москве, в семье инженеров, в которой глубоко почитались традиции классической музыки.
Мать — Пушкина Наталья Николаевна (1935). Инженер-конструктор. Работала в конструкторском бюро, а затем на кафедре Физики твердого тела МГПИ им. Ленина. Играет на фортепиано и скрипке. Отец — Лазаренко Юрий Павлович (1937-1999). Инженер-изобретатель. Его конструкции использовались Институтом космических исследований. Работал в закрытой лаборатории. Играл в ансамбле им. В. С. Локтева, партия 1 домры.
Есть старшая сестра — Оксана Юрьевна (учитель физики).

## Образование
Певческую карьеру начала в 4 года. В 5 лет начала играть на фортепиано, занимаясь с педагогом. Уже в 1 классе выступила на Последнем звонке, исполнив песню «Жила-была пастушка».
- 1976-1986 — училась в нескольких московских общеобразовательных школах, в т. ч. №52 (математический класс), №110.
- 1986-1991 — МГПИ им. Ленина (МПГУ), физический факультет.
- 1994-1996 — экстерном закончила обучение в МГИМ им. Шнитке — класс профессора Г. Н. Фофанова. Красный диплом.
- 1996-2001 — училась в классе профессора К. Г. Кадинской. В 2001 году с отличием закончила МГК им. Чайковского. Красный диплом.

## Участие в конкурсах
Лауреат и призёр международных и всероссийских вокальных конкурсов:
- Международный конкурс вокалистов имени Франсиско Виньяса (Барселона, Испания), 2001
- «Вердиевские голоса»[1] в Буссето (Бусетто, Италия), 2002 (+ приз зрительских симпатий)
- Международный конкурс вокалистов имени Виотти в Верчелли (Верчелли, Италия), 2003
- Всероссийский открытый конкурс вокалистов Валентины Левко (Москва, Россия), 2008

## Общественная и благотворительная деятельность
Преподаватель кафедры вокала ПСТГУ
С 2000 по 2001 года солистка Новой оперы.
Ведёт активную концертную деятельность, выступает с сольными и ансамблевыми концертами по всему миру.
Музей Орсе (Musée d'Orsay) (музей изобразительных и прикладных искусств) в Париже и Карнавале (Musee Carnavalet) с камерной барочной программой, участвовала в Празднике музыки , выступала в Indirizzo Auditorium San Barnaba , готическом соборе S. Paolo entro le mura в Риме и церкви Св. Игнатия — программа «Неизвестные арии из опер 18 века», в музее Пикассо в Барселоне.
Международный центр-музей им. Н. К. Рериха (2009) в рамках фестиваля "Молодёжный Фестиваль камерной вокальной музыки им. Надежды Юреневой", серия вечеров русской музыки в усадьбе А. С. Пушкина.
Несколько раз выступала в Центральном Доме кино.
Сольные концерты в Музее А. Н. Скрябина, Мемориальной усадьбе Ф. И. Шаляпина (несколько выступлений), Доме-музее Н. Островского, усадьбе "Остафьево" и т. д.
С 2014 года ведёт активную благотворительную деятельность. Станислава и музыковед Елена Егорова организовывают вечера камерной вокальной музыки для Домов престарелых и инвалидов (Москва, Тверь, Ногинск, Первомайский, Михайловск , Новослободск, Егорьевск) а также дают концерты в психоневрологических диспансерах.
В 2014 открыла Школу вокала. Помимо активной концертной деятельности занимается с учениками. Провела несколько Мастер-классов. При школе работает студия звукозаписи.
С 2015 выступает вместе с Еленой Егоровой на мероприятиях, организованных культурным центром Министерства обороны РФ.

## Репертуар
Основные оперные партии Станиславы Масленниковой:
- Виолетта («Травиата» Дж. Верди)
- Джильда («Риголетто» Дж. Верди)
- Оскар («Бал-маскарад» Дж. Верди)
- Лючия («Лючия ди Ламмермур» Г. Доницетти)
- Леонора («Сила судьбы» Дж. Верди)
- Марфа («Царская невеста» Римского-Корсакова)
- Антонида («Иван Сусанин» М. И. Глинки)
- Людмила («Руслан и Людмила» М. И. Глинки)
- Норма («Норма» В. Беллини)
- Эльвира («Пуритане» В. Беллини)
- Амина («Сомнамбула» Дж. Верди)
- Гульнара («Корсар» Дж. Верди)
- Амалия («Разбойники» Дж. Верди)
- Елена («Сицилийская вечерня» Дж. Верди )
- Розина («Севильский цирюльник»» Россини)
- Донна Анна, Церлина («Дон Жуан» В. А. Моцарт)
- Анна Болейн («Анна Болейн» Доницетти)
- Снегурочка («Снегурочка» Римского-Корсакова)

10 скомпонованных концертных программ, включающих романсы и вокальные циклы русских и зарубежных композиторов.

## Интересные факты
- Любимой партией считает Виолетту («Травиата» Дж. Верди)
- Владеет итальянским, английским и немецким языками.
- Занимается филиппинским боевым искусством «Арнис»
- Инструменты: фортепиано, классическая гитара

## Пресса
- "Салонные вечера в камерном зале Рахманиновского общества". "Интермедия" - выпуск 23.02.01
- "Шедевры русского романса" г. Москва. 12 Психоневрологический интернат. Новости интерната.
- "Шедевры русского романса" г. Михайлов
- "Песни военных лет". Новости г. Михайлов
- "Танеевский фестиваль в Дютькове" (недоступная ссылка) г. Звенигород
- "Симфоджаз братьев Ивановых" "Усадьба Мураново"